# Mobiler Seefunkdienst (Mittelwelle)
Der mobile Seefunkdienst auf Mittelwelle war der erste mobile Seefunkdienst überhaupt. Die Frequenzen der Mittelwelle wurden seit Beginn des Funkverkehrs im Seefunk für Tastfunk (Morsezeichen) verwendet. Etwa 80 Jahre lang war die Frequenz 500 kHz die Internationale Anruf- und Seenotfrequenz im maritimen Funkdienst. In der modernen Seefahrt sowie in der Sportschifffahrt spielt dieser Frequenzbereich in Europa für den Schiff-Schiff- und Schiff-Land-Verkehr keine Rolle mehr. Allerdings nutzt NAVTEX die Frequenzen 490 kHz und 518 kHz der Mittelwelle für Fernschreib-Rundsendungen des maritimen Not- und Sicherheitsfunks im Land-Schiff-Verkehr und ist für ausrüstungspflichtige Schiffe verpflichtend, für alle anderen empfohlen.